# العلاقات الأوكرانية الليبيرية
العلاقات الأوكرانية الليبيرية هي العلاقات الثنائية التي تجمع بين أوكرانيا وليبيريا.

## مقارنة بين البلدين
هذه مقارنة عامة ومرجعية للدولتين:
| وجه المقارنة                                              | أوكرانيا                                   | ليبيريا      |
| --------------------------------------------------------- | ------------------------------------------ | ------------ |
| المساحة (كم2)                                             | 603.63 ألف                                 | 111.37 ألف   |
| عدد السكان (نسمة)                                         | 45.55 مليون                                | 4.73 مليون   |
| الكثافة السكانية (ن./كم²)                                 | 75.46                                      | 42.47        |
| العاصمة                                                   | كييف                                       | مونروفيا     |
| اللغة الرسمية                                             | اللغة الأوكرانية                           | لغة إنجليزية |
| العملة                                                    | هريفنا أوكرانية، كاربوفانيتس، روبل سوفييتي | دولار ليبيري |
| الناتج المحلي الإجمالي (بليون دولار)                      | 112.15 مليار                               | 2.16 مليار   |
| الناتج المحلي الإجمالي (تعادل القوة الشرائية) بليون دولار | 352.98 مليار                               | 3.76 مليار   |
| الناتج المحلي الإجمالي الاسمي للفرد دولار أمريكي          | 2.11 ألف                                   | 455          |
| الناتج المحلي الإجمالي للفرد دولار أمريكي                 | 8.66 ألف                                   | 842          |
| مؤشر التنمية البشرية                                      | 0.747                                      | 0.430        |
| رمز المكالمات الدولي                                      | +380                                       | +231         |
| رمز الإنترنت                                              | .ua، .укр ‏                                 | .lr          |
| المنطقة الزمنية                                           | ت ع م+02:00، ت ع م+03:00، توقيت شرق أوروبا | 00           |

## منظمات دولية مشتركة
يشترك البلدان في عضوية مجموعة من المنظمات الدولية، منها:
| علم المنظمة | اسم المنظمة                               | تاريخ انضمام أوكرانيا | تاريخ انضمام ليبيريا |
| ----------- | ----------------------------------------- | --------------------- | -------------------- |
|             | مؤسسة التنمية الدولية                     | 27 مايو 2004          | 28 مارس 1962         |
|             | مؤسسة التمويل الدولية                     | 18 أكتوبر 1993        | 28 مارس 1962         |
|             | منظمة حظر الأسلحة الكيميائية              | ?                     | ?                    |
|             | الأمم المتحدة                             | 24 أكتوبر 1945        | 2 نوفمبر 1945        |
|             | الاتحاد الدولي للاتصالات                  | 7 مايو 1947           | 10 أكتوبر 1927       |
|             | منظمة الشرطة الجنائية الدولية             | ?                     | ?                    |
|             | البنك الدولي للإنشاء والتعمير             | 3 سبتمبر 1992         | 28 مارس 1962         |
|             | الاتحاد البريدي العالمي                   | ?                     | ?                    |
|             | المركز الدولي لتسوية المنازعات الاستشارية | 7 يوليو 2000          | 16 يوليو 1970        |
|             | وكالة ضمان الاستثمار متعدد الأطراف        | 19 يوليو 1994         | 12 أبريل 2007        |
|             | يونسكو                                    | 12 مايو 1954          | 6 مارس 1947          |

## وصلات خارجية
- موقع وزارة الخارجية الأوكرانية
- موقع وزارة الخارجية الليبيرية